# Vaughanella
Vaughanella is een geslacht van neteldieren uit de klasse van de Anthozoa (bloemdieren).

## Soorten
- Vaughanella concinna Gravier, 1915
- Vaughanella margaritata (Jourdan, 1895)
- Vaughanella multipalifera Cairns, 1995
- Vaughanella oreophila Keller, 1981